# Benediktinerinnenkloster Argentan
Das Benediktinerinnenkloster Argentan ist eine Abtei der Benediktinerinnen in Argentan im Bistum Sées.

## Geschichte
Louise Rouxel de Médavy (1593–1652), Äbtissin des Benediktinerinnenklosters Almenêches, gründete 1623 in Argentan das Priorat Notre-Dame de la Place, das 1705 geschlossen wurde, 1736 jedoch das dorthin verlagerte Mutterkloster aufnahm. Nach Auflösung dieser Abtei durch die Französische Revolution gelang es 1822 Charlotte Bernart de Courmesnil, die Überlebenden (einschließlich des Priorats Exmes) in Vimoutiers zusammenzuführen. Die Gemeinschaft wechselte 1830 nach Argentan (Viertel St Jacques) und wirkte im 19. Jahrhundert vor allem erzieherisch.
Erst durch den Kontakt zur Benediktinerinnenabtei Solesmes kam es 1912 zu einer Erneuerung des kontemplativen Lebens und zur Wiedererhebung zur Abtei Abbaye Notre-Dame d’Argentan (1933). Da die Klostergebäude im Zweiten Weltkrieg zerstört wurden und die Nonnen nach Sées ausweichen mussten, konnte man erst 1958 nach Argentan in Neubauten am Ufer der Orne (2 Rue de l’Abbaye) zurückkehren. 1962 wurde die Klosterkirche eingeweiht. Die Schwestern pflegen den Gregorianischen Choral. Derzeit besteht die Gemeinschaft aus 30 Nonnen. Sie gehört der Föderation Unserer Lieben Frau des Friedens (DNP) an.

## Äbtissinnen seit 1940
- 1940–1964: Saint Léon Chaplain
- 1964–2002: Marie-Joseph Bocquet († 2014)
- 2003–2018: Marie-Paul Fruchard
- 2018: Marie-Jeanne Bouju

### Handbuchliteratur
- Gallia Christiana, Bd. 11, Spalte 62–63, 735.
- Laurent Henri Cottineau: Répertoire topo-bibliographique des abbayes et prieurés. Bd. 1. Protat, Mâcon 1939–1970. Nachdruck: Brepols, Turnhout 1995. Spalte 144.